# 拉氏风毛菊
拉氏风毛菊（学名：Saussurea ladyginii），为菊科风毛菊属下的一个植物种。